# Новий театр (Копенгаген)
Новий театр — театр в Копенгагені. Розташований в одному з центральних районів міста — Вестербро. Зал вміщує понад 1000 глядачів.